# Euchromia vitiensis
Euchromia vitiensis là một loài bướm đêm thuộc phân họ Arctiinae, họ Erebidae.